# Paul Angelescu
Paul Angelescu (alternativ: Anghelescu; n. 27 septembrie/10 octombrie 1872 – d. 4 februarie 1949) a fost unul dintre generalii Armatei României din Primul Război Mondial.
A îndeplinit funcția de ministru de război în perioadele 22 iunie 1927 - 9 noiembrie 1928 (în ultimul guvern Ionel Brătianu și guvernul Vintilă Brătianu) și 27 aprilie 1934 - 28 august 1937, în primele trei guverne conduse de Gheorghe Tătărăscu (primul, al doilea și al treilea).
A îndeplinit funcții de comandant de divizie în campaniile anilor 1916, 1917 și 1918.

## Biografie
Paul Angelescu a fost fiul generalului Alexandru Angelescu (1836-1911) și nepotul generalului Gheorghe Angelescu (1839-1915), fost ministru de război.:p. 51

## Cariera militară
După absolvirea școlii militare de ofițeri cu gradul de sublocotenent, Paul Angelescu a ocupat diferite poziții în cadrul unităților de artilerie sau în eșaloanele superioare ale armatei, cele mai importante fiind cele de ofițer de stat major în Marele Stat Major, inspector de studii și profesor la Școala Superioară de Război (1907-1914) sau comandant al Școlii de Ofițeri de Artilerie și Geniu. A fost aghiotant al regelui Carol I în perioada 1910-1914.
Grade: sublocotenent - 15.07.1892, locotenent - 10.07.1895, căpitan - 10.05.1901, maior - 07.04.1909, locotenent-colonel 01.04.1913, colonel - 01.04.1916, general - 31.03.1933.
În perioada Primului Război Mondial a îndeplinit funcțiile de șef al secției operații a Marelui Cartier General (1916), comandant al Diviziei 8 Infanterie și comandant al Diviziei 15 Infanterie, în perioada 23 decembrie 1916/5 ianuarie 1917 - 1/13 iulie 1918, remarcându-se în timpul Bătăliei de la Mărășești.
După război a îndeplinit funcția de mareșal al Palatului și șef al Casei Militare Regale în perioada 1920-1927 și, din 1929, pe cea de inspector general al Armatei.:p. 19

## Cariera politică

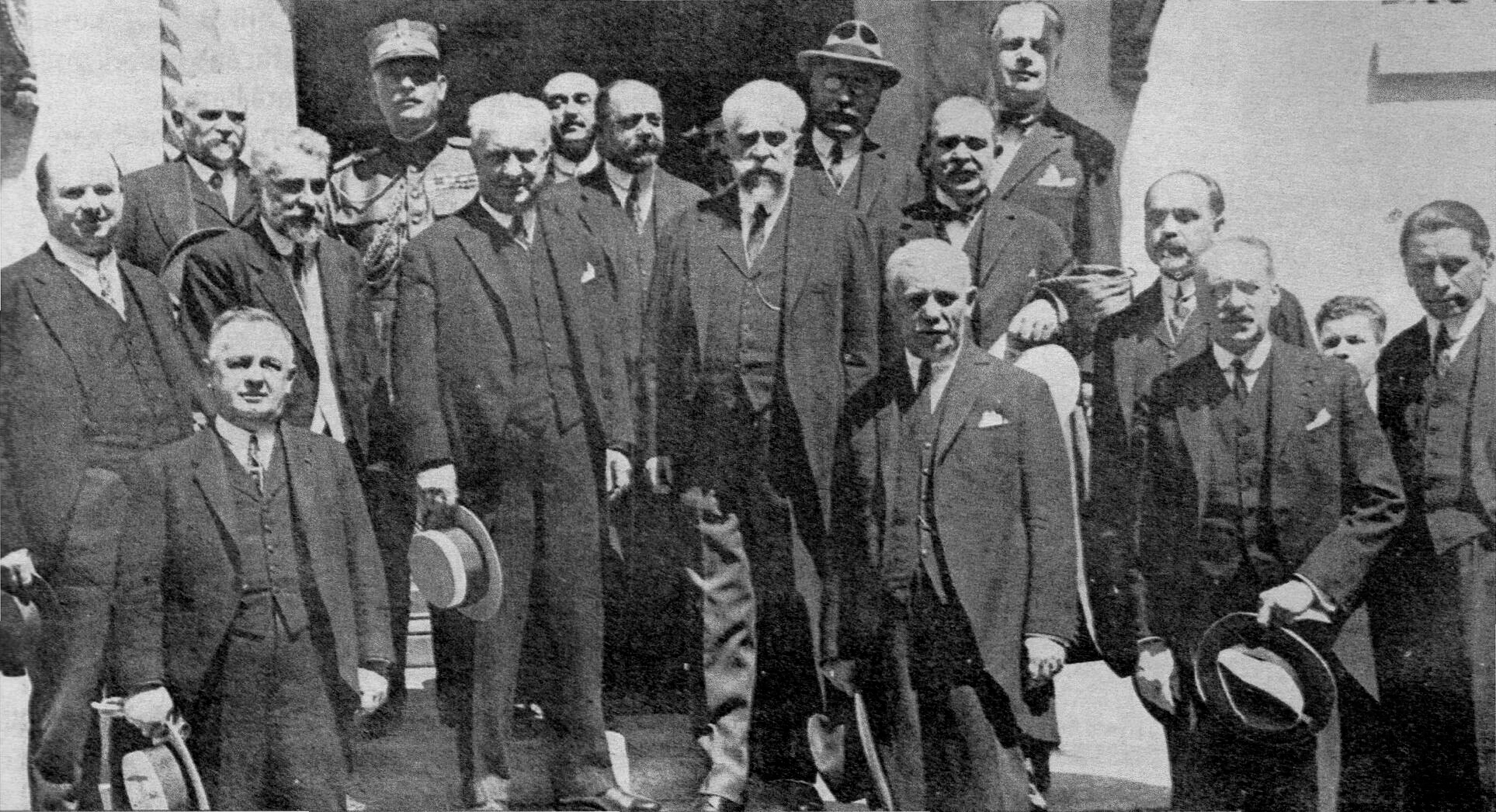
Generalul Angelescu (al doilea din ultimul rând, în uniformă) printre membrii ultimului guvern al lui Ionel Brătianu.

A fost ministru de război în diferite perioade între 1927-1937, în guverne ale PNL, conduse de Ion I. C. Brătianu, Vintilă I. C. Brătianu și Gheorghe Tătărescu. Între 1933-1936  a fost ministru de stat.
În iulie 1937 și-a luat un concediu de 50 de zile, fiind înlocuit pe perioada concediului de ministrul Radu Irimescu. A demisionat la 28 august 1937, postul de ministru de război fiind preluat ad-interim de Irimescu. Conform memorialistului Constantin Argetoianu, Angelescu a demisionat pentru a prelua președinția consiliului de administrație al Societății de armament Astra, ceea ce ar fi avut ca efect un articol violent în ziarul Universul.

## Lucrări
- Considerațiuni asupra situației actuale din Extremul Orient [de] Căpitanul P. Angelescu. Bucuresci (Tip. Clemența), 1904
- Întrebuințarea artileriei pe câmpul de luptă [de] Lt.-Colonel Paul Angelescu, Adjutant al MS Regelui. Curs profesat la Școala superioară de război. Stabilirea principiilor. București (Tip. Gutenberg, Ioseph Göbl S-sori), 1914
- Studiu critic al înaintărilor din armata noastră de Maior Paul Angelescu. București (Inst. de Arte Grafice Universala, Iancu Ionescu), 1910
- Studiu critic al anlegardelor tactice și anlegardelor strategice de Maiorul Angelescu P. [Pe copertă adaogă: Adjutant al MS Regelui]. București (Inst. de Arte Grafice Carol Göbl, S-sor I.St. Rasidescu), 1912. (22,5 x 15). 174 p. 3 lei. (Extr. din România Militară). (II 27235)
- Școala noastră superioară de răsboiu de Maiorul P. Angelescu. București (Inst. de Arte Grafice Carol Göbl S-sor I. St. Rasidescu), 1911
- Tehnica comandamentului [de Colonel Paul Angelescu]. București (Tip. Gutenberg, Ioseph Göbl S-sori), 1916
- Technica și Efectele Armelor de foc în general [de] Maiorul Paul Angelescu. Curs profesat la Școala Superioară de Răsboi. Vol. I-III. București (Tip. Gutenberg, J. Göbl S-sori), 1909, 1910, 1911.[11]

## Decorații
- Ordinul „Steaua României”, în grad de ofițer (1912)
- Ordinul „Coroana României”, în grad de ofițer (1906)
- Ordinul „Bene Merenti”[2]:p. 623
- Ordinul Ferdinand I în grad de Mare Cruce, (1932)[12]
- Ordinul Leului Alb (1934)[13]